# Jaydon Banel
Jaydon Amauri Banel (Países Bajos, 19 de octubre de 2004) es un futbolista neerlandés que juega de delantero en el Burnley F. C. de la Premier League.

## Trayectoria
Convertido en un habitual del equipo juvenil del Ajax de Ámsterdam durante la temporada 2021-22-sobre todo en la Liga Juvenil de la UEFA 2021-22, debutó como profesional con el Jong Ajax el 17 de enero de 2022, sustituyendo a Naci Ünüvar durante un partido de la Eerste Divisie en casa contra el FC Den Bosch, ayudando a su equipo a ganar por 2-1 al dar una asistencia para el gol de Ar'jany Martha.

## Estadísticas

### Clubes
Actualizado al último partido disputado el 8 de noviembre de 2024.
| Club                             | Div.          | Temporada     | Liga  | Liga  | Liga   | Copas nacionales | Copas nacionales | Copas nacionales | Copas internacionales | Copas internacionales | Copas internacionales | Total | Total | Total  |
| Club                             | Div.          | Temporada     | Part. | Goles | Asist. | Part.            | Goles            | Asist.           | Part.                 | Goles                 | Asist.                | Part. | Goles | Asist. |
| -------------------------------- | ------------- | ------------- | ----- | ----- | ------ | ---------------- | ---------------- | ---------------- | --------------------- | --------------------- | --------------------- | ----- | ----- | ------ |
| Jong Ajax · Países Bajos         | 2.ª           | 2021-22       | 8     | 0     | 1      | —                | —                | —                | —                     | —                     | —                     | 8     | 0     | 1      |
| Jong Ajax · Países Bajos         | 2.ª           | 2022-23       | 25    | 3     | 3      | —                | —                | —                | —                     | —                     | —                     | 25    | 3     | 3      |
| Jong Ajax · Países Bajos         | 2.ª           | 2023-24       | 36    | 7     | 3      | —                | —                | —                | —                     | —                     | —                     | 36    | 7     | 3      |
| Jong Ajax · Países Bajos         | 2.ª           | 2024-25       | 9     | 2     | 1      | —                | —                | —                | —                     | —                     | —                     | 9     | 2     | 1      |
| Jong Ajax · Países Bajos         | Total club    | Total club    | 78    | 12    | 8      | 0                | 0                | 0                | 0                     | 0                     | 0                     | 78    | 12    | 8      |
| Ajax de Ámsterdam · Países Bajos | 1.ª           | 2023-24       | 5     | 0     | 1      | 0                | 0                | 0                | 1                     | 0                     | 0                     | 6     | 0     | 1      |
| Ajax de Ámsterdam · Países Bajos | 1.ª           | 2024-25       | 1     | 0     | 0      | 0                | 0                | 0                | 1                     | 0                     | 0                     | 2     | 0     | 0      |
| Ajax de Ámsterdam · Países Bajos | Total club    | Total club    | 6     | 0     | 1      | 0                | 0                | 0                | 2                     | 0                     | 0                     | 8     | 0     | 1      |
| Total carrera                    | Total carrera | Total carrera | 84    | 12    | 9      | 0                | 0                | 0                | 2                     | 0                     | 0                     | 86    | 12    | 9      |